# Molophilus (Molophilus) vividus
Molophilus (Molophilus) vividus is een tweevleugelige uit de familie steltmuggen (Limoniidae). De soort komt voor in het Australaziatisch gebied.